# Unabhängige Historikerkommission – Auswärtiges Amt
Die Unabhängige Historikerkommission – Auswärtiges Amt wurde am 11. Juli 2005 vom damaligen Bundesminister des Auswärtigen Joschka Fischer eingesetzt, um die Geschichte des Auswärtigen Amts und des Auswärtigen Dienstes in der Zeit des Nationalsozialismus und in der Bundesrepublik Deutschland zu untersuchen. Anlass waren ein Nachruf-Erlass 2003 und die Nachruf-Affäre 2004. Dazu wurde am 11. August 2006 ein entsprechender Vertrag zwischen dem Auswärtigen Amt und der Kommission abgeschlossen. Die Kommission veröffentlichte ihre Ergebnisse am 21. Oktober 2010 als Buch unter dem Titel Das Amt und die Vergangenheit.

## Mitarbeiter
Der Unabhängigen Historikerkommission gehören an:
- Eckart Conze, Philipps-Universität Marburg
- Norbert Frei, Friedrich-Schiller-Universität Jena
- Peter Hayes, Northwestern University Illinois
- Klaus Hildebrand, Rheinische Friedrich-Wilhelms-Universität Bonn (bis 2008)
- Moshe Zimmermann, Hebrew University Jerusalem

Wissenschaftliche Mitarbeiter der Kommission und Mitautoren sind: Jochen Böhler (Uni Jena), Irith Dublon-Knebel (Tel Aviv University), Astrid Eckert (Emory University Atlanta), Norman Goda (University of Florida), William Gray (Purdue University), Lars Lüdicke (Uni Potsdam), Thomas Maulucci (American International College Springfield), Katrin Paehler (Illinois State University), Jan Erik Schulte (Hannah-Arendt-Institut für Totalitarismusforschung Dresden), Daniel Stahl (Uni Jena), Annette Weinke (Uni Jena) und Andrea Wiegeshoff (Uni Marburg). Endredaktion und Lektorat übernahm Thomas Karlauf (Berlin).

## Ergebnisse
Die Forschungsergebnisse der Kommission liegen seit dem 21. Oktober 2010 als Buchpublikation mit dem Titel Das Amt und die Vergangenheit. Deutsche Diplomaten im Dritten Reich und in der Bundesrepublik vor. Offiziell überreichte die Kommission ihre Studie am 28. Oktober 2010 an Bundesaußenminister Guido Westerwelle im Rahmen einer Veranstaltung im Auswärtigen Amt (AA).
Das Buch kommt (im ersten Teil) zu dem Ergebnis, die Rolle des Auswärtigen Amtes im Dritten Reich müsse neu bewertet werden; das Auswärtige Amt sei kein Hort des Widerstands gewesen, sondern Wegbereiter der „Endlösung der Judenfrage“ und aktiver Unterstützer der Deportation von Juden aus Deutschland und des Holocaust. Dieser historischen Verantwortung und Schuld habe sich das Amt, so der zweite Teil des Buches, nach Gründung der Bundesrepublik nicht gestellt, sondern im Gegenteil gegenüber der Öffentlichkeit die Widerstandskämpfer aus den Reihen des Auswärtigen Amtes übermäßig hervorgehoben.

## Rezeption des Buchs
Das Buch hat ein großes Medienecho hervorgerufen. Die Arbeiten der Kommission wurden zunächst zumeist positiv bewertet, fanden dann aber eine zunehmend kritische Rezeption. Der Historiker Hans Mommsen nennt das Werk „insofern eine Meisterleistung“, als es gelungen sei, „das Mosaik von Einzelthemen zu einer chronologisch vorgehenden Schilderung der Verwicklung des AA in die NS-Herrschaft zu verdichten“. Besonders den zweiten Teil des Buches, der die Entnazifizierung und den Wiederaufbau des Auswärtigen Amtes mitsamt seiner „hohen personellen Kontinuität zum Dritten Reich“ behandelt, lobt Mommsen, da er „die integrierende Handschrift des wohl besten Sachkenners, Norbert Frei“, trage.
Mommsen kritisiert jedoch die seiner Ansicht nach starre Ausrichtung der Untersuchung auf „Judenverfolgung und -vernichtung als eine Art ‚Messlatte‘“: Weder würden „andere Dimensionen der NS-Gewaltpolitik – die Behandlung der Kriegsgefangenen, der zwangs- und dienstverpflichteten Arbeitskräfte, die Euthanasie und vieles andere mehr“ hinreichend beachtet, noch sei „die praktische Implementierung des Holocaust als Ergebnis eines sich schrittweise vollziehenden Prozesses“ genügend berücksichtigt worden, so dass bereits die Mitarbeit des Auswärtigen Amtes an den Deportationsplänen als Mitarbeit an der Judenvernichtung qualifiziert werde. Dies sei lediglich „im Endresultat zutreffend“, da es „vor der Wannseekonferenz nicht die konkrete Handlungsorientierung der NS-Elite“ gewesen sei. Mommsen bemängelt außerdem das Fehlen von „entscheidend“ über jenes Material hinausgehenden Quellenbeständen, das bereits in den Akten zur deutschen auswärtigen Politik, deren Edition Mommsens akademischer Lehrer Hans Rothfels ab 1950 organisierte, veröffentlicht ist. Auch fehle es an „neuen Einsichten […] gegenüber der bereits vorliegenden umfangreichen Sekundärliteratur“, etwa von Christopher Browning. Die Unabhängige Historikerkommission hat in der Süddeutschen Zeitung zu der Kritik Stellung genommen.
In einer weiteren Rezension betont Mommsen am 27. Dezember 2010 in der Süddeutschen Zeitung, Das Amt habe erhebliche „methodische Mängel“ und „die Tendenz […], bei pauschalen Urteilen stehen zu bleiben“. So sei in Bezug auf die „Endlösung“ die These „kaum aufrecht zu halten, dass das Amt direkt in der ‚Entscheidungsfindung‘ involviert war“. Auch sei das Auswärtige Amt zwar kein „Hort des Widerstands“ gewesen, doch habe „der Anteil von Angehörigen der Widerstandsbewegungen im Amt wesentlich höher“ gelegen als bei „vergleichbaren administrativen Apparaten des Regimes“. Bezug nehmend auf den Historiker Ulrich Herbert, der auf die Kompetenz des Kommissionsmitgliedes Peter Hayes für die Holocaustforschung hingewiesen und Kritik an dem angeblich mangelnden Sachverstand der Kommission in dieser Frage als „ungehörig“ zurückgewiesen hatte, bezeichnet Mommsen seine eigene Auffassung, „dass die Herausgeber bisher über keine Erfahrungen in der Holocaust-Forschung verfügen“, als „unbestreitbar“.
Für den amerikanischen Holocaustforscher Christopher R. Browning bedurfte es dieses bisherige Forschungen bestätigenden und „mit großer öffentlichen Aufmerksamkeit bedachten Kommissionsberichts, um den Mythos zu zerstören, wonach das Auswärtige Amt nicht an den Verbrechen des Dritten Reichs beteiligt, sondern ein Zentrum des Widerstands gegen die Nationalsozialisten gewesen sei“. Er lobt insbesondere das „Kapitel über den wahren Widerstand innerhalb des Auswärtigen Amtes“, das zeige, „wie klein und marginal diese Gruppe war“. Zur Aufklärung der Ausgestaltung dieses Mythos in der Nachkriegszeit leiste Das Amt „wichtige eigenständige Beiträge zur Forschung“. Browning hätte sich „eine stärkere Differenzierung zwischen den Diplomaten des Dritten Reichs hinsichtlich ihrer Beteiligung an der ‚Judenpolitik‘ oder ihrer Reaktion darauf“ gewünscht, eine deutlichere Unterscheidung zwischen aktiver und passiver Komplizenschaft. Dennoch findet er „die Argumentation in ihren Grundzügen richtig. Das Auswärtige Amt leistete als Institution einen Beitrag zur Verfolgung der Juden und zur ‚Endlösung‘“. Die Studie der Historikerkommission bedeute „das Ende aller Vertuschung“.
Der israelische Historiker Saul Friedländer äußert in einem Gespräch mit der Süddeutschen Zeitung, zwar seien ihm „viele Dokumente“, auf die sich die Studie Das Amt stützt, schon „bekannt“ gewesen. Er betont aber: „Neu ist die Leistung, das alles in einem Band zusammenzubringen und nicht nur die NS-Zeit zu behandeln, sondern auch die Jahre danach.“ In Bezug auf die Rolle Ernst von Weizsäckers erscheint es Friedländer „unbegreiflich, wie sich die Behauptung so lange halten konnte, das Auswärtige Amt sei ein Hort des Widerstandes gewesen“. Die Kritik Mommsens findet Friedländer problematisch, da „dieser extreme Funktionalismus […] zu der impliziten These [führt], niemand in der Hierarchie des ‚Dritten Reichs‘ habe gewusst, worauf es am Ende hinauslaufen würde […], das entspricht schon der Selbstverteidigung der Angehörigen des Außenministeriums.“
Im Januar 2011 sprach Horst Möller, damaliger Direktor des Instituts für Zeitgeschichte (IfZ), in einem Beitrag für die FAZ von einem „fehlerhaften […] tendenziös vermarkteten, skandalösen Buch“, das die politisch Verantwortlichen von Konrad Adenauer und Willy Brandt bis zu Walter Scheel, Hans-Dietrich Genscher und Klaus Kinkel pauschal diffamiere. Angesichts der vorliegenden Aktenpublikationen und Sekundärliteratur sei „die Behauptung, das Amt und sein Politisches Archiv würden die Erforschung seiner Rolle im NS-Regime behindern, […] mehr als dreist“.
Im April 2011 übte IfZ-Mitarbeiter Johannes Hürter in einer ausführlichen fachwissenschaftlichen Besprechung in den Vierteljahrsheften für Zeitgeschichte (VfZ) scharfe Kritik an dem Buch und warf den Autoren teilweise Pauschalkritik vor. Unglücklich sei bereits die umstrittene These, dass der Krieg von Anfang an als Vernichtungskrieg geführt worden sei und das Auswärtige Amt, wo man zweifellos gut informiert gewesen sei, die „Vernichtungspolitik“ der Nationalsozialisten ermöglicht hätte. Hürter bestritt unter anderem, dass fast alle Diplomaten auch Mittäter gewesen seien, da nicht immer zwischen Mitwisser und Mittäter unterschieden worden sei. Vielmehr seien einzelne Abteilungen und Referate stärker in die nationalsozialistische Politik verstrickt gewesen, wo dann durchaus auch überzeugte Nationalsozialisten Schlüsselpositionen bekleidet hätten. Ebenso hätten sich zwar auch Diplomaten in einigen Ländern an der dortigen Judenverfolgung beteiligt, was nicht zu bestreiten ist; schwerwiegend sei etwa der Anteil des Auswärtigen Amts und einiger seiner Mitarbeiter in Serbien, Griechenland und Ungarn gewesen. In Polen und der besetzten Sowjetunion seien diese aber weitgehend ohne Einfluss gewesen und hätten daher, anders als im Buch behauptet, keine leitende Rolle in der „Judenpolitik“ gespielt. Die Behauptung etwa, das Auswärtige Amt habe nach dem deutschen Überfall auf die Sowjetunion sogar „die Initiative zur Lösung der ‚Judenfrage‘ auf europäischer Ebene“ ergriffen und sich an der Entscheidung über die „Endlösung“ direkt beteiligt, sei vollkommen unbelegt und daher nicht haltbar. Hürter warf den Autoren vor, sich „zwischen anerkannten, umstrittenen und schlichtweg falschen Befunden“ hin und her zu bewegen. Er kritisierte auch den öffentlichen Diskurs bezüglich der Publikation.
In einem für die Welt von Alan Posener geführten Gespräch wies Kommissionsmitglied Moshe Zimmermann die Kritik Hürters, im Verbund mit deren umgehendem Aufgreifen durch den Spiegel, als politisch motivierte Kampagne zurück. Hürters Vorwürfe seien nicht neu und längst widerlegt. Die Schlussfolgerungen der Studie seien „das Ergebnis differenzierter Forschung“. Sie zu bestreiten diene dazu, „die sogenannten ‚anständigen’ Leute, wie z. B. Ernst von Weizsäcker, den Vater des früheren Bundespräsidenten, rückwirkend zu entlasten, die in der frühen Bundesrepublik oft eine bedeutende Rolle spielten.“ Zimmermann äußerte auch den Verdacht, dass hinter der Relativierung der Mitschuld des Auswärtigen Amts eine politische Agenda stehe und so versucht werde, speziell Druck auf den ehemaligen Außenminister Fischer auszuüben, der die Studie in Auftrag gab.
In einem am 3. Mai 2011 in der Frankfurter Rundschau erschienenen Beitrag setzten sich die Verfasser der Studie nochmals mit Hürters Besprechung auseinander und widersprachen dessen scharfer Kritik.
Auch der britische Historiker Richard J. Evans beurteilte die Studie Das Auswärtige Amt und die Vergangenheit in der Rezensions-Zeitschrift Neue Politische Literatur im Mai 2011 teilweise sehr kritisch. Es könne kein Zweifel bestehen, dass das Buch „zutiefst fehlerhaft“ sei. Wissenschaftliche Standards würden nicht erfüllt, da der aktuelle Forschungsstand nicht ausreichend berücksichtigt und Sekundärliteratur, insbesondere englischsprachige, nicht beachtet worden sei. Es gebe eine durchgängige Tendenz, die aktive Teilhabe des Auswärtigen Amts zu übertreiben. Dadurch würde es insbesondere denjenigen einfacher gemacht, die noch immer an den Mythos der sauberen Diplomaten glaubten. Trotz seiner harten Kritik würdigte Evans zum Schluss seiner Besprechung die Untersuchung auch sehr positiv. Es bestehe kein Zweifel darüber, dass dieses Buch dringend nötig gewesen sei. Frühere Studien über das Auswärtige Amt hätten nur die Fachwissenschaft erreicht. Dieses Defizit sei durch Das Auswärtige Amt und die Vergangenheit behoben. Das Auswärtige Amt habe als Teil der Regierungsmaschinerie des Dritten Reiches die ideologisch geprägte Politik des Nazismus gebilligt und ausgeführt. Dazu hätte in Teilen auch die Verfolgung und Auslöschung des jüdischen Volkes gehört, soweit sie in den Kompetenzbereich des Auswärtigen Amtes gefallen sei. Auch die etablierten Diplomaten und Beamten aus der Republikzeit hätten in ihrer Mehrheit an diese Politik geglaubt und sie gerne ausgeführt. Nach der Niederlage hätten die gleichen Diplomaten und Beamten sich extrem bemüht ihren Anteil an dieser Politik zu verbergen. Die Mär, dass das Auswärtige Amt ein Hort des Widerstandes gewesen sei, sei mit diesem Buch zerstört worden.
Marie-Luise Recker, Zeithistorikerin an der Universität Frankfurt und Autorin des einschlägigen 8. Bandes der Enzyklopädie deutscher Geschichte Die Außenpolitik des Dritten Reiches, bewertet in einer umfassenden Besprechung für die Historische Zeitschrift (HZ) die grundsätzlichen Thesen der Historikerkommission zur weitgehenden Selbstgleichschaltung des Amtes mit dem NS-Regime und seiner Rolle bei der Vernichtungspolitik als im Kern zutreffend. Insbesondere sei die „aktive Mitwirkung an dessen Rassen- und Kriegspolitik in der Darstellung eindrucksvoll herausgearbeitet“ worden. Sie bemängelt viele „Detailfälle von Überzeichnung und mangelnder Differenzierung“, z. B. werde das Gewicht der Diplomaten bei der „Endlösung der Judenfrage“ überschätzt. Insgesamt betrachtet leiste die Studie einen wichtigen Beitrag, um weitere „Forschungen in diesem Themenfeld zu stimulieren“. So hätten ihre „Aussagen zur personellen Entwicklung und zur Personalstruktur – ob vor oder nach 1945 – den Blick auf Themenfelder gelenkt, die in bisherigen Forschungen eher ausgeklammert waren“.
In einer Untersuchung zur Binnendifferenzierung des Auswärtigen Amtes im Nationalsozialismus kommt der Historiker Michael Mayer zu dem Befund, es seien vor allem die von überzeugten Nationalsozialisten geleiteten Sonderreferate gewesen, die bei der Judenvernichtung mit Reinhard Heydrichs Reichssicherheitshauptamt bereitwillig kooperiert hätten, während die Diplomaten anderer traditionellen Abteilungen des Amtes lediglich über Anpassungsleistungen in die NS-Vernichtungsmaschinerie involviert gewesen seien. Er begründet seine These, zum einen damit, dass Heydrich auf der Wannseekonferenz klargestellt habe, dass die Kompetenzen der Ministerialbürokratie als vage Mitspracherechte „auf Maßnahmen gegenüber ‚Halbjuden‘ und Juden, die in einer ‚Mischehe‘ lebten“, begrenzt seien. Nur das Referat D III der Abteilung Deutschland 1940–1943 habe sich für deren Deportation ausgesprochen, die traditionellen Abteilungen Politik und Recht unter Ernst Woermann und Friedrich Gaus hätten ebenso wie Staatssekretär von Weizsäcker diese Vorschläge lediglich zur Kenntnis genommen und signalisiert, sich in dieser Sache heraushalten zu wollen. Die Historikerkommission differenziere in dieser Hinsicht viel zu wenig und missachte in ihrer Studie den „tiefen Einschnitt“, den es beim Ministerwechsel 1938 von Neurath zu Ribbentrop in Richtung einer nationalsozialistisch radikalisierten Mitarbeiterauswahl gegeben habe. Deshalb sei die „globale Aussage der Historikerkommission“, das AA sei nach 1933 zu einer Institution geworden, die bei der Judenverfolgung „Initiativen ergriff“ nicht nur „unbelegt“, sondern schon vom Ansatz her „abwegig“.
Das Deutsche Historische Institut Washington widmete der Auseinandersetzung um Das Amt im Herbst 2011 einen großen Teil seines Bulletin, in dem neben Nachdrucken oder Übersetzungen der Besprechungen von Christopher R. Browning, Johannes Hürter, Holger Nehring und Volker Ullrich auch eine Zusammenfassung der Arbeit von Norbert Frei und Peter Hayes erschien, in der sie auf einige Kritikpunkte antworteten.
Im Mai 2012 stellten alle vier Mitglieder der Historikerkommission in einem ausführlichen Artikel für die Frankfurter Allgemeine Zeitung (FAZ), die eine Reihe kritischer Artikel zu der Studie Das Amt publiziert hatte, ihre Erfahrungen bei der Archivrecherche im Auswärtigen Amt dar. Danach waren diese geprägt durch Umstände wie „vernichtete Akten, verschwundene Dokumente, nicht zugängliche Unterlagen“, die eine geschichtswissenschaftliche Aufarbeitung erheblich erschwert hätten.
Dem trat Rainer Blasius in derselben Zeitung inhaltlich und methodisch entgegen und warf den Mitgliedern der Historikerkommission in einem weiteren Artikel vor, sie praktizierten „eine unlautere Kampagne“ mit dem Ziel, „eigene Mängel und Unzulänglichkeiten vorsichtshalber und vorsorglich gleich auf das Politische Archiv und das Problem der ‚Unzugänglichkeit‘ und beziehungsweise der ‚Vernichtung‘ oder ‚Vertuschung‘ von Quellenmaterial abzuschieben“.
Im November 2013 veröffentlichte der Historiker Daniel Koerfer eine umfassende Studie zur Entstehungsgeschichte der Historikerkommission. Er wirft in dem Band Joschka Fischer vor, die Kommission im Wesentlichen aus Rache an seinem Ressort, das ihm das Leben in der Visa-Affäre schwergemacht hätte, eingesetzt zu haben. Koerfer vertritt mittels ausführlicher Fallstudien, etwa zu den Fällen Nüßlein und Rademacher, die These, dass der Kommissionsbericht an vielen Stellen verkürzend bis verfälschend gearbeitet habe, was seiner Ansicht nach auf dessen von vornherein geschichtspolitisch angelegte Stoßrichtung zurückzuführen sei.
Im Dezember 2013 legten Martin Sabrow, Direktor des Zentrums für Zeithistorische Forschung (ZZF) in Potsdam, und Christian Mentel, wissenschaftlicher Mitarbeiter des ZZF, eine Dokumentation der wichtigsten bis Ende 2012 erschienenen Beiträge zur Debatte um Das Amt und die Vergangenheit vor. Sie bewerten die einzelnen Debattenbeiträge nicht; sie unterscheiden in ihrer einleitenden Kommentierung verschiedene Phasen dieser geschichtlichen Kontroverse: nach den eher positiven Vorabmeldung eine Phase zwischen Kritik und Zustimmung ausgewogene Rezeption des Bandes im ersten Monat nach Erscheinen des Bandes; eine Polarisierungsphase Ende November/Anfang Dezember 2010; eine zunehmend unsachlicher werdende Konfrontation von Ende 2010 bis April 2011; eine am wissenschaftlichen Fachdiskurs orientierte Versachlichung von April bis Oktober 2011 und eine zunehmende Verflachung durch „Nachhutgefechte“.
Die drei Resümees am Schluss des Bandes, zum einen von den Mitgliedern der Historikerkommission Conze, Frei, Hayes und Zimmermann, zum anderen von Rainer Blasius und schließlich Hans-Jürgen Döscher fallen sehr unterschiedlich aus:
Erstere sehen eine Kampagne gegen sie in Gang gesetzt, die das Ziel habe, die maßgebliche Involvierung des Auswärtigen Amtes in den Holocaust und andere Forschungsergebnisse des Bandes, die insbesondere im Ausland positiv rezipiert worden seien, zu relativieren. Demgegenüber verweist Blasius auf Mängel und Unzulänglichkeiten der Studie sowie unangemessene Angriffe der Kommissionsmitglieder auf das Politische Archiv des Auswärtigen Amtes. Döscher deutet Schwierigkeiten an, die Vorzüge und Schwächen des Bandes im Chor der auch deftig geäußerten Ablehnung zu fokussieren, die im Rahmen der Debatte vor allem von dem AA nahestehenden Pensionären gekommen sei und hebt die umfassende und breite Rezeption der Forschungsergebnisse in der Öffentlichkeit hervor. Alle drei Statements (so konträr sie auch sind) eint die Einschätzung, das Werk habe weitere wichtige Forschungen angestoßen bzw. diesen einen starken Schub verliehen – bis hin zu kommenden Spezialstudien der NS-Vergangenheit anderer Ministerien.

### Seiten zur Historikerkommission
- Offizielle Website der Historikerkommission: Unabhängige Historikerkommission zur Aufarbeitung der Geschichte des Auswärtigen Amts in der Zeit des Nationalsozialismus und in der Bundesrepublik. In: Uni-Marburg.de, abgerufen am 17. Dezember 2010.
- Unabhängige Historikerkommission. In: Auswärtiges-Amt.de, 28. Oktober 2010, abgerufen am 17. Dezember 2010.

### Informationsangebote von Zeitgeschichte-online
- Pressespiegel zur Debatte um das Auswärtige Amt und seine Vergangenheit. In: Zeitgeschichte-online 2012.
- Linkliste zur Debatte um das Auswärtige Amt und seine Vergangenheit. In: Zeitgeschichte-online, überarb. 2013.
- Christian Mentel: Mit Zorn und Eifer. Die Debatte um „Das Amt und die Vergangenheit“. Teil 1 - Die Pressedebatte. In: Zeitgeschichte-online, überarb. 2013.
- Christian Mentel: Mit Zorn und Eifer. Die Debatte um „Das Amt und die Vergangenheit“. Teil 2 - Die Fachdebatte. In: Zeitgeschichte-online, überarb. 2012.
- Die Debatte um „Das Amt“. Ein Interview mit Eckart Conze und Annette Weinke. In: Zeitgeschichte-online 2011.

- Christian Mentel: Die Debatte um „Das Amt und die Vergangenheit“ und ihre Folgen, Version 1, in: Docupedia-Zeitgeschichte, 6. Januar 2018.

## Rezensionen – Interviews – Stellungnahmen (chronologisch)
- Christian Hacke: Hitlers willige Diplomaten. In: Die Welt, 26. Oktober 2010.
- „Da werden nicht die Verdienste genannt“ Christian Hacke im Gespräch mit Doris Schäfer-Noske, 26. Oktober 2010.
- Alexander Cammann: Auswärtiges Amt. Die Diplomaten des Holocaust. In: Die Zeit Nr. 44, 28. Oktober 2010.
- Nazi-Diktatur. Das Ende der Weizsäcker-Legende. In: Die Zeit Nr. 44, 28. Oktober 2010 (Interview von Volker Ullrich und Benedikt Erenz mit dem Historiker Norbert Frei).
- Volker Ullrich: Hitlers braune Diplomaten. In: Cicero Online, 28. Oktober 2010.
- Roland Thimme: Die Legende von der „Verbrecherischen Organisation“. In: Frankfurter Allgemeine Zeitung, 10. November 2010.
- Hans Mommsen: Das ganze Ausmaß der Verstrickung. In: Frankfurter Rundschau, 16. November 2010 (Online-Ausgabe).
- „Das ist schon ein ziemlicher Makel“. „Das Amt und die Vergangenheit“ löst bei Historiker Entsetzen aus. In: Deutschlandfunk, 30. November 2010 (Interview von Christoph Schmitz mit dem Historiker Hans Mommsen).
- Frank Schirrmacher: Ein Gespräch mit dem Historiker Daniel Koerfer. Macht „Das Amt“ es sich zu einfach? In: Frankfurter Allgemeine Zeitung, 29. November 2010.
- Klaus Wiegrefe: Unkenntnis und Ignoranz. In: Der Spiegel Nr. 49, 6. Dezember 2010.
- Interview NS-Beteiligung Auswärtiges Amt. „Am Ende nur noch Opfer“. In: taz.de, 8. Dezember 2010 (Interview von Stefan Reinecke und Christian Semler mit dem Historiker Ulrich Herbert).
- Benedikt Erenz: Debatte oder Posse? Der Streit über die NS-Geschichte des Auswärtigen Amtes In: Die Zeit Nr. 50, 9. Dezember 2010.
- Eckart Conze, Norbert Frei, Peter Hayes und Moshe Zimmermann: Unser Buch hat einen Nerv getroffen. Diplomaten im Nationalsozialismus: Die Unabhängige Historikerkommission antwortet ihren Kritikern. In: Süddeutsche Zeitung Nr. 286, 10. Dezember 2010, S. 13; siehe auch die Kurzfassung auf sueddeutsche.de.
- Christopher R. Browning: Historikerstudie „Das Amt“. Das Ende aller Vertuschung. In: Frankfurter Allgemeine Zeitung, 10. Dezember 2010.
- Rainer Blasius: Die Historiker und das Amt. In: Frankfurter Allgemeine Zeitung, 22. Dezember 2010.
- Hans Mommsen: Vergebene Chancen. „Das Amt“ hat methodische Mängel. In: Süddeutsche Zeitung, 27. Dezember 2010, S. 29.
- Claudia Tieschky, Willi Winkler: So präzise wie möglich, aber ungläubig staunend. Ein Gespräch mit dem Historiker Saul Friedländer über „Das Amt“, die katholische Kirche und emotionale Wissenschaft. In: Süddeutsche Zeitung, 10. Januar 2011, S. 11.
- Wigbert Benz: Rezension zu Das Amt und die Vergangenheit. In: Archiv für Sozialgeschichte online, Bd. 51, 26. Januar 2011.
- Gisela Diewald-Kerkmann: Rezension zu: Conze, Eckart; Frei, Norbert; Hayes, Peter; Zimmermann, Moshe: Das Amt und die Vergangenheit. Deutsche Diplomaten im Dritten Reich und in der Bundesrepublik. München 2010. In: H-Soz-u-Kult, 15. Februar 2011.
- Christian Mentel, Annette Schuhmann und Matthias Speidel: Die Debatte um „Das Amt“. Ein Interview mit Eckart Conze und Annette Weinke. In: Zeitgeschichte-online (Interview vom 21. Februar 2011).
- Stefan Troebst: Rezension zu: Conze, Eckart; Frei, Norbert; Hayes, Peter; Zimmermann, Moshe: Das Amt und die Vergangenheit. Deutsche Diplomaten im Dritten Reich und in der Bundesrepublik. München 2010. In: H-Soz-u-Kult, 15. Februar 2011.
- Johannes Hürter: . In: Vierteljahrshefte für Zeitgeschichte 59, 2011, Heft 2, S. 167–192.
- Christopher R. Browning: The German Foreign Office –  Myth and Reality: Eckart Conze, Norbert Frei, Peter Hayes, and Moshe Zimmermann, Das Amt und die Vergangenheit: Deutsche Diplomaten im Dritten Reich und in der Bundesrepublik. In: Yad Vashem Studies 39, 2011, Heft 1.
- Klaus Wiegrefe: Streit über „Das Amt“. Historiker zerpflückt Bestseller. In: Spiegel Online, 1. April 2011.
- Alan Posener: „Das ist eine Kampagne.“ Das Münchener Institut für Zeitgeschichte greift den Bestseller „Das Amt und die Vergangenheit“ an. Moshe Zimmermann, Mitautor der Studie, sieht hinter der Kritik politische Motive. In: Welt Online, 4. April 2011.
- Sebastian Weitkamp: Rezension zu: Eckart Conze / Norbert Frei / Peter Hayes / Moshe Zimmermann (Hgg.): Das Amt und die Vergangenheit. Deutsche Diplomaten im Dritten Reich und in der Bundesrepublik, 3. Auflage, München 2010. In: sehepunkte 11, 2011, Nr. 4, 15. April 2011.
- Michael Mayer: Rezension zu: Eckart Conze / Norbert Frei / Peter Hayes / Moshe Zimmermann (Hgg.): Das Amt und die Vergangenheit. Deutsche Diplomaten im Dritten Reich und in der Bundesrepublik, 3. Auflage, München 2010. In: sehepunkte 11, 2011, Nr. 4, 15. April 2011.
- Holger Nehring: Skeletons in the Filing Cabinett. In: Times Literary Supplement, No. 5637, 15. April 2011, S. 25.
- Richard J. Evans: The German Foreign Office and the Nazi Past. Rezension zu: Das Amt. In: Neue Politische Literatur 56, 2011, S. 165–183.
- Bernhard Schlink: Die Kultur des Denunziatorischen. In: Merkur 745, 2011, S. 473–486/Online Merkur, Juni 2011.
- Heinz Schneppen: Vom Jagdtrieb historischer Ermittler: Der Bericht der „Unabhängigen Historikerkommission“ zur Vergangenheit des Auswärtigen Amtes. In: Zeitschrift für Geschichtswissenschaft, 2011, Nr. 7/8, S. 593–620.
- Marie-Luise Recker: Das Auswärtige Amt und seine Vergangenheit. Über Karrieren, Komplizenschaften und Netzwerke. Besprechung von „Das Amt und die Vergangenheit“. In: Historische Zeitschrift. Bd. 293, 2011. Heft 1, S. 125–136.
- Michael Mayer: Akteure, Verbrechen und Kontinuitäten. Das Auswärtige Amt im Dritten Reich – Eine Binnendifferenzierung. In: Vierteljahrshefte für Zeitgeschichte 59, 2011, Heft 4, S. 509–532 (Abstract (Memento vom 26. Juli 2012 im Internet Archive)).
- Eckard Michels: Rezension über: Eckart Conze, Das Amt und die Vergangenheit. Deutsche Diplomaten im Dritten Reich und in der Bundesrepublik, München: Blessing, 2010. In: German Historical Institute London Bulletin 33, 2011, Heft 2, S. 76–82 (PDF auf recensio.net).
- Forum: The German Foreign Office and the Nazi Past. In: Bulletin of the German Historical Institute 49, Fall 2011, S. 51–109 (ZIP des gesamten Heftes auf ghi-dc.org; mit den Beiträgen: Norbert Frei, Peter Hayes: The German Foreign Office and the Past. Christopher R. Browning: The German Foreign Office Revisited. Johannes Hürter: The German Foreign Office, the Nazi Dictatorship, and the Holocaust. Holger Nehring: Skeletons in the Filing Cabinet. Volker Ullrich: Hitler’s Brown Diplomats).
- Rainer Blasius: Das Amt und sein Archiv. Diplomaten im Dritten Reich. In: Frankfurter Allgemeine Zeitung, 16. März 2012.
- Eckart Conze, Norbert Frey, Peter Hayes, Moshe Zimmermann: Das Archiv des Auswärtigen Amtes. Panzerschrank der Schande. In: Frankfurter Allgemeine Zeitung, 5. Mai 2012.
- Wolfgang Schultheiss: Zuspitzungen. Anmerkungen zu „Das Amt und die Vergangenheit“. Lit, Münster 2013, ISBN 978-3-643-12275-9.
- Daniel Koerfer: Diplomatenjagd : Joschka Fischer, seine Unabhängige Kommission und „Das AMT“. Strauss Edition, Potsdam 2013, ISBN 978-3-943713-15-2.
- Michael F. Feldkamp: Franz Roman Nüßlein (1909–2003) und die sog. „Nachruf-Affäre des Auswärtigen Amtes im Jahre 2005.“, August 2013.
- Thomas Schmid: Joschka Fischers Rache am Auswärtigen Amt. In: Die Welt. 18. November 2013.